# Société Neuchâteloise d’Automobiles
Die Société Neuchâteloise d’Automobiles war ein Schweizer Hersteller von Automobilen.

## Unternehmensgeschichte
Fritz Henriod, der zuvor Henriod Frères leitete, gründete 1903 das Unternehmen in Boudry und begann mit der Produktion von Automobilen. Der Markenname lautete SNA. 1906 stellte das Unternehmen mehrere Fahrzeuge auf dem Automobilsalon von Paris aus, was zu zahlreichen Lizenzanfragen führte. 1913 endete die Produktion.

## Fahrzeuge
Das erste Modell war der 6/8 HP. Hier sorgte ein Zweizylinder-Boxermotor für den Antrieb. Der Motor war vorne im Fahrzeug montiert und trieb über eine Kardanwelle die Hinterachse an. Das Getriebe verfügte über vier Gänge. Dieses und alle folgenden Modelle hatten luftgekühlte Motoren. 1905 ergänzten die Modelle 10/12 HP und 18/20 HP das Sortiment. Der 10/12 HP wird in der Literatur sowohl als Zweizylindermodell als auch als Vierzylindermodell bezeichnet. Der 18/20 HP verfügte über einen Vierzylindermotor. Die Preise betrugen 6.000 Schweizer Franken für das kleine Modell, 8.000 Schweizer Franken für das mittlere Modell und 12.500 Schweizer Franken für das große Modell. 1907 erschien das Vierzylindermodell 25/30 HP, dessen Motor mit den Zylindermaßen 110 mm Bohrung und 130 mm Hub über 4942 cm³ Hubraum verfügte. Besonderheit waren seitlich gesteuerte Einlassventile, aber Auslassventile mit OHV-Ventilsteuerung. Im Angebot waren auch Lastkraftwagen mit Kettenantrieb.